# Залесье (Мордовия)
 Залесье  — посёлок в Дубёнском районе Мордовии в составе Поводимовского сельского поселения.

## География
Находится на расстоянии примерно 7 километров по прямой на север-северо-запад от районного центра села Дубёнки.

## История
Основан в 1926 году переселенцами из села Поводимово. В 1931 году здесь было учтено 48 дворов

## Население
| 2002 | 2010 |
| ---- | ---- |
| 108  | ↘69  |

Постоянное население составляло 108 человек (мордва-эрзя 100 %) в 2002 году, 69в 2010 году.